# Funt libański
Funt libański – jednostka walutowa Libanu dzieląca się na 100 piastrów. Od 1941 roku waluta Libanu.

## Historia
Przed I wojną światową w Libanie obowiązywała lira turecka, ponieważ była to część Imperium osmańskiego. Po I wojnie światowej jako walutę wprowadzono funta egipskiego. Kiedy w 1920 roku kontrolę nad terytorium dzisiejszego Libanu i Syrii przejęła Francja, wprowadziła jako walutę funta syryjskiego. Liban bił własne monety od 1924 roku, a banknoty od 1925 roku. W 1939 roku został formalnie oddzielony od funta syryjskiego.

## Nominały monet i banknotów
Monety dzielą się na następujące nominały:
- 50 funtów
- 100 funtów
- 250 funtów
- 500 funtów

Banknoty dzielą się na następujące nominały:
- 1000 funtów
- 5000 funtów
- 10000 funtów
- 20000 funtów
- 50000 funtów
- 100000 funtów